# Alexandra Burghardt
Alexandra Burghardt (Mühldorf am Inn, 28 aprile 1994) è una velocista e bobbista tedesca.

## Biografia

### Bob
Si dedica al bob da dicembre 2021, gareggiando come frenatrice per la squadra nazionale tedesca. Ha esordito in Coppa del Mondo il 28 novembre 2021 a Innsbruck, nella seconda tappa della stagione 2021/22, terminando in quarta posizione nella gara di bob a due; ha centrato il suo primo podio il 12 dicembre successivo a Winterberg, dove ha concluso la gara al secondo posto in coppia con Mariama Jamanka.

## Palmarès

### Atletica leggera
| Anno | Manifestazione  | Sede              | Evento      | Risultato  | Prestazione | Note                                     |
| ---- | --------------- | ----------------- | ----------- | ---------- | ----------- | ---------------------------------------- |
| 2011 | Mondiali U18    | Villeneuve-d'Ascq | 100 m hs    | 4ª         | 13"42       | Miglior prestazione personale            |
| 2011 | Europei U20     | Tallinn           | 4×100 m     | Oro        | 43"42       | Miglior prestazione personale            |
| 2012 | Mondiali U20    | Barcellona        | 100 m hs    | Semifinale | 14"07       |                                          |
| 2012 | Mondiali U20    | Barcellona        | 4×100 m     | Argento    | 44"24       | Miglior prestazione personale stagionale |
| 2013 | Europei U20     | Rieti             | 100 m piani | Semifinale | 12"07       |                                          |
| 2013 | Europei U20     | Rieti             | 4×100 m     | Finale     | dnf         |                                          |
| 2015 | Europei indoor  | Praga             | 60 m piani  | Semifinale | 7"24        |                                          |
| 2015 | Europei U23     | Tallinn           | 100 m piani | Argento    | 11"54       |                                          |
| 2015 | Europei U23     | Tallinn           | 4×100 m     | Oro        | 43"47       |                                          |
| 2015 | Mondiali        | Pechino           | 4×100 m     | 5ª         | 42"64       | Miglior prestazione personale            |
| 2017 | Europei indoor  | Belgrado          | 60 m piani  | 6ª         | 7"19        | Miglior prestazione personale            |
| 2017 | World Relays    | Nassau            | 4×100 m     | Oro        | 42"84       |                                          |
| 2017 | World Relays    | Nassau            | 4×200 m     | Argento    | 1'30"68     | [ 1 ]                                    |
| 2019 | World Relays    | Yokohama          | 4×100 m     | Bronzo     | 43"68       |                                          |
| 2021 | Giochi olimpici | Tokyo             | 100 m piani | Semifinale | 11"07       |                                          |
| 2021 | Giochi olimpici | Tokyo             | 4×100 m     | 5ª         | 42"12       |                                          |
| 2022 | Mondiali        | Eugene            | 100 m piani | Batteria   | 11"29       |                                          |
| 2022 | Mondiali        | Eugene            | 4×100 m     | Bronzo     | 42"03       | Miglior prestazione personale stagionale |
| 2022 | Europei         | Monaco            | 200 m piani | 8ª         | 23"24       |                                          |
| 2022 | Europei         | Monaco            | 4×100 m     | Oro        | 42"34       | [ 1 ]                                    |
| 2023 | Europei indoor  | Istanbul          | 60 m piani  | 7ª         | 7"24        |                                          |
| 2024 | Giochi olimpici | Parigi            | 4x100 m     | Bronzo     | 41"97       |                                          |

#### Altre competizioni internazionali
2017
- Oro agli FBK Games ( Hengelo), 100 m piani - 11"67
- Oro agli FBK Games ( Hengelo), staffetta 4×100 m piani - 42"25
- Campionati europei a squadre di atletica leggera ( Villeneuve-d'Ascq)
- Oro ai Campionati europei a squadre ( Villeneuve-d'Ascq), staffetta 4×100 m piani - 42"47
- Oro all'ISTAF Berlin ( Berlino), staffetta 4×100 m piani - 42"17

2018
- Oro all'ISTAF Berlin ( Berlino), staffetta 4×100 m - 42"98

### Bob

#### Giochi olimpici
- 1 medaglia:
  - 1 argento (bob a due a Pechino 2022).

#### Coppa del Mondo
- 2 podi (nel bob a due):
  - 2 secondi posti.